# Poyfai Malaiporn
Duangjan Malai, conocido artísticamente como Poyfai Malaiporn (Thai: ปอยฝ้าย มาลัยพร) (19 de enero de 1971 -), fue un actor y cantante tailandés. Fue popular en los años 2008 y 2017.

## Biografía
Nacido el 19 de enero de 1971, nació en la provincia de Chang Nong Khai, es conocido en su país como "Poyfai". Se graduó de la secundaria 1.

## Discografía
- "Poyfai Won Faen" ปอยฝ้ายวอนแฟน
- "Talok Oak Hak" ตลกอกหัก
- 2003 - "Nam Ta Kha Rock" น้ำตาขาร็อค
- 2008 - "Mun Tong Thon" มันต้องถอน

## Filmiografia
- 2018 - Nakee 2

## Libro
1. ↑  เปิดประวัติชีวิตของปอยฝ้าย มาลัยพร Archivado el 17 de julio de 2019 en Wayback Machine. www.naewna.com
2. ↑  ปอยฝ้าย งึกๆงักๆ สาวเบื้องลึกนกน้อย อุไรพร ติดหนี้ เคยเตือนไม่ฟัง!! Archivado el 17 de julio de 2019 en Wayback Machine. ไทยรัฐ
3. ↑  ไม่ใช่หมอลำขี้ไก่ขี้กา เปิดบ้าน "ปอยฝ้าย มาลัยพร" ราคา 10 ล้าน! Archivado el 17 de julio de 2019 en Wayback Machine. สยามดารา

- Datos: Q69844304